# Xã Hartland, Quận Kingsbury, South Dakota
Xã Hartland (tiếng Anh: Hartland Township) là một xã thuộc quận Kingsbury, tiểu bang Nam Dakota, Hoa Kỳ. Năm 2010, dân số của xã này là 132 người.